# 서상원 (1967년)
서상원(1967년 11월 11일 ~ )은 대한민국의 배우이다.

## 출연작

### 드라마
- 《슬기로운 감빵생활》 (2017년, tvN) - 신부님 교도관 역
- 《나의 아저씨》 (2018년, tvN) - 고진범 역
- 《KBS 드라마 스페셜 - 나의 흑역사 오답노트》 (2018년, KBS2) - 봉교수 역
- 《그녀의 사생활》 (2019년, tvN) - 노석 역
- 《멜로가 체질》 (2019년, JTBC) - 진주 부 역
- 《배가본드》 (2019년, SBS) - 최정운 역 - 비행기 기장.
- 《(아는 건 별로 없지만) 가족입니다》 (2020년, tvN) - 유선일 역
- 《청춘기록》 (2020년, tvN) - 원태경 역
- 《경우의 수》 (2020년, JTBC) - 경만호 역
- 《여신강림》 (2020년, tvN) - 강준혁 역
- 《갯마을 차차차》 (2021년, tvN) - 윤태화 역
- 《종말의 바보》 (2024, Netflix) - 대통령 권한대행 역 (특별 출연)
- 《커넥션》 (2024년, SBS) - 배병호 역

### 영화
- 《찬실이는 복도 많지》 (2020년) - 지 감독 역
- 《교섭》 (2023년) - 조 국장 역

### 연극
- 《외로운 사람, 힘든 사람, 슬픈 사람》
- 《불량청년》
- 《원무인텔》
- 《코펜하겐》
- 《차이메리카》
- 《그림자 아이》
- 《고래》
- 《아시아 온천》
- 《푸른배 이야기》
- 《적도아래의 맥베스》
- 《백년언약》
- 《햄릿》
- 《태》
- 《뇌우》
- 《떼도적》
- 《세자매》
- 《겨울 해바라기》
- 《밤으로의 긴 여로》
- 《봄의 노래는 바다에 흐르고》
- 《보이체크》
- 《디 오써》
- 《테러리스트 햄릿》
- 《집》
- 《둥둥낙락둥》
- 《봄이오면 산에들에》
- 《오장군의 발톱》
- 《남사당의 하늘》
- 《사천사는 착한사람》
- 《마르고 닳도록》

## 수상
- 2008년 대한민국연극대상 남자연기상